# قشلاق عزت
قشلاق عزت یک روستا در ایران است که در استان اردبیل واقع شده‌است. قشلاق عزت ۱۷ نفر جمعیت دارد.